# Dwight Stones
Dwight Stones (* 6. prosinec 1953 v Los Angeles, Kalifornie) je bývalý americký atlet, skokan do výšky. Jeho největšími sportovními úspěchy jsou dvě bronzové medaile z Letních olympijských her 1972 a 1976. Byl prvním skokanem který překonal hranici 230 cm.
Jeho osobní rekord pod otevřeným nebem je 234 cm.

## Úspěchy

### Světový rekord
- 2,30 m 11. července 1973 Mnichov
- 2,31 m 5. června 1976 Philadelphia
- 2,32 m 4. srpna 1976 Philadelphia

### Olympijské hry
- 1972 Mnichov: Bronz 221 cm
- 1976 Montreal: Bronz 221 cm
- 1980 Moskva: neúčast kvůli bojkotu
- 1984 Los Angeles: 4. místo 231 cm

### Mistrovství světa
- 1983 Helsinki: 6. místo 229 cm